# Can You Take Me Back?
Can You Take Me Back? (englisch für: ‚Kannst Du mich zurückbringen?‘) ist ein Lied der britischen Band The Beatles, das 2018 vollständig auf der Super Deluxe Box der Wiederveröffentlichung des Studioalbums The Beatles veröffentlicht wurde. Komponiert wurde es von John Lennon und Paul McCartney und unter der Autorenangabe Lennon/McCartney veröffentlicht.

## Hintergrund
Can You Take Me Back? basiert hauptsächlich auf den musikalischen Ideen von Paul McCartney und John Lennon. Die Aufnahme entstand ohne George Harrison während der Session zu dem Lied I Will im September 1968. Sie entstand teilweise spontan, so hört man auf der Aufnahme John Lennon sagen: “Are you happy here, honey?” Dieser Satz ist ein Zitat aus Voices Of Old People, einem gesprochenen Titel auf Simon & Garfunkels Album Bookends vom April 1968. Lennons Zitat veranlasste Paul McCartney, mehrere Zeilen um den Satz herum zu improvisieren, so war die gesungene Antwort von McCartney: “I am happy here my honey.”
Ein kleiner Teil von 26 Sekunden des Liedes wurde für das Album The Beatles verwendet, es befindet sich zwischen den Liedern Cry Baby Cry und Revolution 9, wurde aber nicht als eigenständiger Titel angegeben. Auf der CD-Version des Albums ist Can You Take Me Back? nicht einzeln ansteuerbar, sondern wurde an Cry Baby Cry angefügt.

## Aufnahme
Can You Take Me Back? wurde am 16. September 1968 im Studio 2 der Londoner Abbey Road Studios mit dem Produzenten Chris Thomas aufgenommen. Ken Scott war der Toningenieur der Aufnahmen. Die Band nahm ohne George Harrison unter anderem in einer spontanen Session die Lieder Step Inside Love, Los Paranoias, Blue Moon und The Way You Look Tonight auf.
Grund der Aufnahmesession war die Einspielung des Liedes I Will, dabei wurde auch das Lied Can You Take Me Back? in einem Take aufgenommen, das als I Will Take 19 bezeichnet wurde. Auf der Tonbandpappbox wurde es als Jam – Unidentified beschriftet. Die gesamte Aufnahmesession dauerte von 19 bis 3 Uhr.
Im Jahr 2018 mischte Giles Martin mit dem Toningenieur Sam Okell Can You Take Me Back? neu ab.
Besetzung:
- John Lennon: Perkussion
- Paul McCartney: Gesang, Akustikgitarre
- Ringo Starr: Maracas

## Veröffentlichung
Am 9. November 2018 erschien die 50-jährige Jubiläumsausgabe des Albums The Beatles (Super Deluxe Box), auf dieser befindet sich eine längere eigenständige Version von Can You Take Me Back?